# Zonele Gânditoare
Zonele Gânditoare este o serie science fiction creată de Vernor Vinge.
Seria cuprinde trei cărți:
- Foc în adânc (1992)
- Adâncurile cerului (1999) - un preludiu a cărui acțiune se desfășoară cu 30.000 de ani înaintea celei din prima carte
- Copiii cerului (2011) - o continuare directă a primei cărți

## Conceptul de zone gânditoare
Vinge și-a exprimat deseori opinia că ficțiunea realistă care privește evenimentele ulterioare dezvoltării unei inteligențe supraumane - eveniment numit de el singularitate tehnologică și considerat inevitabil — ar fi prea stranie pentru ca un cititor uman să o savureze și poate imposibil de creat de către un scriitor uman. Pentru a depăși această problemă, el convertește singularitatea temporală într-una spațială, postulând că galaxia e împărțită în "zone gânditoare":
- Adâncurile Negânditoare constituie nivelul cel mai de jos și cuprinde nucleul galactic. Chiar și cele mai simple inteligențe organice sau mecanice funcționează prost sau deloc. Călătoria spațială e aproape imposibilă, necesitând nave uriașe și lente, cu o automatizare primitivă și redundantă. Aceste caracteristici fac ca explorarea zonei să fie problematică.

- Zona Lentă este următorul nivel. Călătoria și comunicațiile cu viteze superluminice nu funcționează, depinzând de unele proprietăți fizice ale universului care se schimbă la granița dintre Exterior și Zona Lentă. Inteligența nu poate depăși echivalentul celei umane, iar orice sistem cognitiv artificial de înaltă tehnologie funcționează prost sau deloc. Pământul se află în Zona Lentă.

- Exteriorul este zona în care se petrece marea parte a acțiunii din Foc în adânc. Ea se împarte în trei subzone: Inferioară (unde se află lumea lupilor) - lângă Zona Lentă, Mediană (unde se află Releul și Sjandra Kei) și Superioară (cu Domeniul Straumli) - lângă Transcendent. Călătoria și comunicațiile cu viteze superluminice sunt posibile, deși ultimele pot fi prohibitiv de scumpe, necesitând transmițătoare de mărimea unor planete. Anti-gravitația și interfețele minte-mașină funcționează, împreună cu alte descoperiri tehnologice. Limitele inteligenței organice și mecanice variază între granițele Zonei Lente și Transcendentului.

- Transcendentul este locul în care trăiesc supra-inteligențele numite Puteri. Aici nanotehnologia nu are limite, călătoria cu viteze superluminice este mult mai rapidă ca în Exterior, comunicațiile cu viteze superluminice sunt foarte ieftine și nu există limite pentru contopirea inteligențelor umane și mecanice. Multe Puteri sunt, de fapt, o singură conștiință creată dintr-o întreagă civilizație, deși se sugerează că indivizii pot deveni și ei Puteri. Puterile au trecut prin singularitatea tehnologică și comportamentul lor depășește, de obicei, înțelegerea umană. Ei creează specii inteligente, realizează lucruri aproape miraculoase în domeniul ingineriei atomice și cosmice și sunt cunoscuți ca având tehnologii capabile să deformeze natura realității - Contramăsura Molimei este un exemplu evident și se sugerează că înseși Zonele are fi rodul unei asemenea tehnologii. Ei privesc implicarea în problemele raselor din Exterior într-un mod similar celui în care oamenii ar fi interesați de competiția dintre masculii alfa ai unei haite de animale sălbatice. Puterile păstrează rareori legătura cu Exteriorul pentru mai mult de câțiva ani; nu se știe dacă își pierd interesul, mor, merg altundeva sau transcend din nou către un nivel și mai greu de înțeles de ființare.

## Personaje comune
Singurul personaj care apare în ambele cărți este Pham Nuwen. În Adâncurile cerului el este prezentat ca fiind fondatorul culturii comerciale Qeng Ho, dornic să realizeze o omenire care să dăinuie peste timp. Trădat de cei dragi, care nu împărtășesc viziunea lui oarecum dictatorială, el își revizuiește planurile, pornind spre centrul galaxiei pentru a găsi civilizația străveche ale cărei urme le vede pe planeta păianjenilor.
El nu știe că în centrul galaxiei se află Adâncurile Negânditoare și, din cele povestite în Foc în adânc, se deduce că și-ar fi găsit sfârșitul în expediție. Corpul său înghețat este găsit peste zeci de mii de ani de către o sondă care explorează Zona Lentă, fiind conservat de către Organizația Vrinimi. Lui Pham Nuwen i se reconstruiește corpul și i se induc câteva dintre amintirile sale anterioare, pentru a deveni interfața prin care "Bătrânul", o Putere din Transcendent, ține legătura cu cei care luptă împotriva Molimei care amenință Exteriorul.
La apogeul acțiunii, Pham este sacrificat pentru a salva Exteriorul de acțiunea Molimei.
Cea de-a treia carte a seriei include o serie de personaje apărute și în primul volum, deoarece acțiunea se petrece în totalitate pe planeta Stiletelor.